# La passione di Gesù Cristo
La passione di Gesù Cristo oder La passione di nostro signore Gesù Cristo (deutsch: Die Leidensgeschichte unseres Herrn Jesus Christus) ist ein Libretto für eine „azione sacra“ (it. für Oratorium) in zwei Teilen von Pietro Metastasio. Es ist das erste seiner sieben in Wien geschriebenen Oratorienlibretti und stellt mit ungefähr 70 Vertonungen einen der meistvertonten Oratorientexte des 18. und beginnenden 19. Jahrhunderts dar. Erstmals aufgeführt wurde es in der Vertonung von Antonio Caldara am 4. April 1730 in der Hofburgkapelle in Wien.

## Handlung
Das Oratorium erzählt das Passionsgeschehen aus der persönlichen Sicht der vier beteiligten Personen Simon Petrus, Maria Magdalena, Johannes und Josef von Arimathäa. Petrus hatte Christus nach dessen Gefangennahme verleugnet und sich zurückgezogen. Daher konnte er den Verlauf der Verhandlungen und die Kreuzigung nicht selbst miterleben. Nach seiner Rückkehr lässt er sich die Details von Maria Magdalena, Johannes und Joseph von Arimathäa berichten.

### Erster Teil
Petrus kehrt besorgt und schlechten Gewissens zu seinen Freunden zurück. Er befürchtet, dass Jesus bereits nicht mehr lebt. Der Chor der Jünger beklagt das Geschehen und ruft die gesamte Menschheit zur Trauer auf. Petrus fragt Magdalena, Johannes und Joseph nach den Einzelheiten. Johannes beneidet ihn, weil er nicht mit ansehen musste, wie Jesus zum Richter geführt, gegeißelt und verspottet wurde. Zunächst berichtet Joseph von seinem vergeblichen Versuch, Jesus die Last des Kreuzes abzunehmen. Anschließend beschreiben die drei Jesus’ Leiden, als er an das Kreuz geschlagen wurde. Seiner Mutter Maria gelang es noch ein letztes Mal, ihn zu umarmen, bevor sie gewaltsam von den Soldaten fortgerissen wurde. Schließlich führte Jesus seine Mutter Maria und Johannes zusammen. Jesus erhielt als letzten Trank Essig gereicht und starb schließlich. Sowohl Petrus als auch Magdalena machen sich Vorwürfe. Der Chor beendet den ersten Teil und ruft die Sterblichen zur Dankbarkeit auf, denn das Leiden des Erlösers bringe dem Gerechten Heil und dem Sünder Tod.

### Zweiter Teil
Petrus lässt sich das weitere Geschehen nach der Kreuzigung erzählen. Joseph hat für ein Grab gesorgt und es mit einem Marmorstein verschlossen. Aufgrund des Sabbats ist es noch nicht möglich, dieses zu besuchen. Zudem könnte das Grab bewacht sein, weil die Hebräer einen Diebstahl des Leichnams befürchten. Als Joseph an die Prophezeiung von der bevorstehenden Zerstörung Jerusalems und des Tempels erinnert, betrachtet Petrus diese als Sühne dafür, dass Jesus nicht als Gottes Sohn erkannt wurde und zählt seine verschiedenen Wundertaten auf. Magdalena meint, dass nun jedes noch ungläubige Herz zum Glauben finden werde, und Johannes berichtet von den Zeichen während seines Todes, die den Sinn der alten Weissagungen offenbaren. Magdalena beklagt, dass Gott nun ihren Blicken nicht mehr sichtbar sei und sie ohne Führung zurückgeblieben seien. Petrus beruhigt sie damit, dass seine Gleichnisse und die Erinnerung an seinen Tod fortdauern werden und als Leitbild dienen können. Er ist zuversichtlich, dass Jesus wiederkommen werde, wenn er ihre Hoffnung wanken sehen sollte. Auch Magdalena und Johannes erwarten die Auferstehung. Das Grab werde zum Wallfahrtsort und das Kreuz zum Siegeszeichen werden. Auch der zweite Teil wird durch einen Chor abgeschlossen. Er ruft die Hoffnung an, die Liebe und den Glauben zu stärken und die Furcht zu vertreiben.

## Gestaltung
Die sieben Wiener Oratorien Metastasios stehen in der Nachfolge derjenigen seines Amtsvorgängers Apostolo Zeno. Einfachheit und Klarheit im Aufbau sind vorherrschend. Metastasio verzichtete innerhalb der Handlung auf göttliche und allegorische Personen und hielt sich an die drei Aristotelischen Einheiten von Raum, Zeit und Handlung. Daher werden viele Passagen nur rückblickend erzählt. Seine theologischen Interpretationen halten sich streng an die exegetischen Vorgaben der Kirche. An vielen Stellen gab er Belege in Form von Bibelstellen und Zitaten aus Schriften von Kirchenlehrern an. Wie in seinen Opernlibretti wird die Handlung in Rezitativen dargestellt, die in Da-Capo-Arien münden. Ensemblestücke und Chöre werden nur sparsam eingesetzt.
Metastasio schrieb diesen Text im Jahre 1730 in Wien; er war zur Vertonung durch Antonio Caldara bestimmt. Dieser vertonte den Text im März 1730 in weniger als zwei Wochen.
In der Geschichte der Dichtung des Passionsoratoriums stellt seine Version in ihrer völligen Abkehr vom wörtlich vorgetragenen Passionsbericht einen gewichtigen Schritt zur neuartigen Ästhetik der empfindsamen Leidensschilderung dar. Das Libretto folgt unter gänzlichem Verzicht auf Bibelwort und die Person Jesu theatralischen Vorstellungen und erlangte im 18. Jahrhundert größte Popularität. Als Personen treten Maddalena, Giovanni, Pietro und Giuseppe d’Arimatea in Erscheinung, dem Chor werden nur einige wenige Passagen anvertraut.
Indem Metastasio die Darstellung Jesu als Person innerhalb der Handlung meidet, folgt er den Regeln der aristotelischen Poetik. Das blutige Geschehen wird in den Rezitativen des ersten Teils als Botenbericht erzählt. Die Arientexte entfernen sich relativ weit vom Geschehen der Handlung. Sie behandeln zentrale theologische Fragen wie das Unvermögen des sündigen Menschen zur wahren Gotteserkenntnis (Petrus in „Se la pupilla inferma“). Die Quellen für die zugrundeliegenden Gedanken vermerkte Metastasio als Fußnoten im Libretto.

## Vertonungen
Folgende Komponisten vertonten dieses Libretto:
| Komponist                                                   | Uraufführung                                                                                | Aufführungsort           | Anmerkungen |  |
| ----------------------------------------------------------- | ------------------------------------------------------------------------------------------- | ------------------------ | --- |  |
| Antonio Caldara                                             | 4. April 1730, Hofburgkapelle                                                               | Wien                     | auch 1733 aufgeführt |  |
| Charles Sodi                                                | 1733                                                                                        | Montefiascone            | |  |
| Giovanni Lorenzo Gregori                                    | 1735, Santa Maria Corteorlandini                                                            | Lucca                    | |  |
| Giuseppe Venturelli                                         | 1735                                                                                        | Modena                   | laut Grove Music Online erst 1738                                                                                             |  |
| Michelangelo Magagni                                        | 1736                                                                                        | Florenz                  | |  |
| Domenico Sarro                                              | 1737                                                                                        |                          | auch 1738 in Bologna; 1741 in Neapel                                                                                          |  |
| Davide Perez                                                | 1742                                                                                        | Palermo                  | |  |
| Nicola Conti                                                | 1743, Oratorio di San Filippo Neri                                                          | Florenz                  | |  |
| Domenico Valentini                                          | 1743, Oratorio della Congregazione di San Filippo Neri                                      | Venedig                  | |  |
| Andrea Basili                                               | 1743                                                                                        | Recanati                 | |  |
| Giovanni Cordicelli                                         | 1747                                                                                        | Rom                      | |  |
| Andrea Cornario                                             | 1749                                                                                        |                          | |  |
| Niccolò Jommelli                                            | 1749                                                                                        | Rom                      | auch 1772 in Florenz; 1770 im King’s Theatre am Haymarket in London                                                           |  |
| Giovanni Battista Runcher                                   | 1751                                                                                        | Trient                   | |  |
| Carlo Luigi Grua                                            | 1754                                                                                        |                          | als Das Leyden Jesu Christi                                                                                                   |  |
| Ignaz Holzbauer                                             | 12. April 1754, Cappella elettorale Palatina                                                | Mannheim                 | |  |
| Johann Ernst Eberlin                                        | 1755                                                                                        | Salzburg                 | als Das Leiden unsers Heilandt Jesu Christi                                                                                   |  |
| Johann Georg Schürer                                        | 1755                                                                                        |                          | |  |
| Giuseppe Feroci                                             | 1756, Chiesa dei pp. Agostiniani                                                            | Castiglion Fiorentino    | |  |
| Giovanni Masi                                               | 1759, Ospizio del Melani                                                                    | Florenz                  | |  |
| Francesco Zannetti                                          | 17. September 1759, SS. Crocifisso di S. Pietro                                             | Volterra                 | |  |
| Domenico Francesco Vannucci                                 | 1762, Congregazione degli Angeli Custodi                                                    | Lucca                    | |  |
| Johann Georg Albrechtsberger                                | 1762, Benediktinerkloster                                                                   | Melk                     | |  |
| Jacob Schuback                                              | 1763                                                                                        |                          | deutsch von Schuback als Betrachtungen der Leiden unseres Erlösers                                                            |  |
| Johann Gottlieb Naumann                                     | 18. April 1767, Hofkapelle                                                                  | Dresden                  | auch 1787 in Dresden |  |
| Lorenz Kühl                                                 | 22. März 1770                                                                               | Hamburg                  | |  |
| Pietro Pompeo Sales                                         | 1772, Hofkapelle des Kurfürsten                                                             | Ehrenbreitstein          | |  |
| Josef Mysliveček                                            | 24. März 1773                                                                               | Florenz                  | auch 1784 in Mainz |  |
| Pietro Maria Crispi                                         | komponiert 1775                                                                             |                          | als La passione del Redentore; am 12. April 1778 im Oratorio di San Girolamo della Carita in Rom                              |  |
| Antonio Salieri → La passione di nostro signore Gesù Cristo | 18. Dezember 1777, Tonkünstlersozietät                                                      | Wien                     | auch am 1793 im Konzertsaal der Musikliebhaber in Berlin                                                                      |  |
| Francesco Antonio Uttini                                    | 24. März 1776                                                                               | Stockholm                | |  |
| Andrea Lucchesi                                             | 1776–77                                                                                     |                          | |  |
| Josef Starzer                                               | 1778, Tonkünstlersozietät                                                                   | Wien                     | |  |
| Gian Francesco de Majo                                      | 1778                                                                                        | Mailand                  | auch 1780 im Oratorio dell’antichissima Arciconfraternita di Santa Maria della Vita in Bologna                                |  |
| Giuseppe Morosini                                           | 1778                                                                                        |                          | |  |
| Joseph Schuster                                             | 1778, Hofkapelle                                                                            | Dresden                  | |  |
| Giammaria Pavani                                            | 1779                                                                                        |                          | |  |
| Carlo Spontoni                                              | 1781, Accademici Armonici Uniti                                                             |                          | als A Paixat de Jesus Christo; auch 1788 an der Accademici Armonici Uniti in Bologna                                          |  |
| Giovanni Paisiello                                          | 1782                                                                                        | Sankt Petersburg         | laut Grove Music Online erst 1783; auch am 2. April 1784 am Hoftheater in Warschau; 1791 und 1809 in Dresden; 1812 in Mailand |  |
| Johann Friedrich Reichardt                                  | 14. August 1783 (Auszüge), vollständig am 8. April 1784 im Rahmen der Concerts spirituelles | Berlin                   | auch 1785 in London und Paris; die Partitur galt lange Zeit als verschollen, wurde aber 1998 wiederentdeckt                   |  |
| Luciano Xavier Santos                                       | 19. März 1783, Palácio de Ajuda                                                             | Lissabon                 | |  |
| Carlo Commandini                                            | 1785                                                                                        |                          | |  |
| Alessio Prati                                               | 1786, Congregazione dell’oratorio di S. Filippo Neri                                        | Florenz                  | mit Musik anderer Komponisten                                                                                                 |  |
| Federico Torelli                                            | 1787, Casino Nobile                                                                         | Bologna                  | |  |
| Niccolò Antonio Zingarelli                                  | 1787                                                                                        | Mailand                  | |  |
| Vincenzo Fiocchi                                            | 1789, Oratorio di S. Filippo Neri                                                           | Rom                      | |  |
| Pietro Alessandro Guglielmi                                 | 1790, Teatro de los Caños de Peral                                                          | Madrid                   | |  |
| Anton Teyber                                                | 15. April 1805, Tonkünstlersozietät                                                         | Wien                     | basiert möglicherweise auf einem anderen Libretto                                                                             |  |
| Gianfrancesco Almerici                                      | 1791                                                                                        |                          | |  |
| Stanislao Mattei                                            | 6. April 1792, Arciconfraternita di S. Maria della Morte                                    | Bologna                  | zweite Fassung 1806 |  |
| Michele Mortellari                                          | 1794, Privataufführung                                                                      | London                   | |  |
| Gaetano Andreozzi                                           | 1799, Teatro San Carlo                                                                      | Neapel                   | |  |
| Giuseppe Nicolini                                           | 1799                                                                                        | Neapel                   | |  |
| Francesco Azopardi                                          | 1802                                                                                        |                          | |  |
| Ferdinando Paër                                             | 1804 und/oder 1810                                                                          | Parma                    | |  |
| Francesco Morlacchi                                         | 1812, Hofkapelle                                                                            | Dresden                  | auch 1816 in Perugia |  |
| Franz Xaver Kleinheinz                                      | 1813                                                                                        | Budapest oder Bratislava | |  |
| Flavio Ferri-Benedetti                                      | 2023, Predigerkirche                                                                        | Basel                    | |  |
| João Pedro de Almeida Mota (Motta)                          | unbekannt                                                                                   |                          | |  |
| Antonio Calegari                                            | unbekannt                                                                                   |                          | |  |
| Zuane Cornaro                                               | unbekannt                                                                                   |                          | |  |
| Santo Gemmine                                               | unbekannt                                                                                   |                          | |  |
| Johann Gottlieb Graun                                       | unbekannt                                                                                   |                          | |  |
| Gottlob Harrer                                              | unbekannt                                                                                   | Leipzig                  | HarWV 51; als Ich weiss nicht, wo ich bin                                                                                     |  |
| Diego Naselli                                               | unbekannt                                                                                   |                          | 1772 in London aufgeführt; möglicherweise identisch mit dem 1742 entstandenen Oratorium von Davide Perez                      |  |
| Gaetano Maria Schiassi                                      | unbekannt                                                                                   | Lissabon                 | |  |
| Tommaso Sogner                                              | unbekannt                                                                                   |                          | |  |

## Aufnahmen und Aufführungen in neuerer Zeit
- João Pedro de Almeida Mota:
  - 1969: Schallplatte mit dem Coro e Orquestra de Câmara Gulbenkian (Lissabon) unter der Leitung von Gianfranco Rivoli. Solisten: Luísa Bosabalian (Sopran), Fernando Serafim (Tenor), Benjamin Luxon (Bariton), Richard Angas (Bass).[71][84]
- Antonio Caldara:
  - 1999: CD mit Europa Galante und dem Athestis Chorus unter der Leitung von Fabio Biondi. Solisten: Patricia Petibon (Maddalena), Francesca Pedaci (Giovanni), Laura Polverelli (Pietro), Sergio Foresti (Giuseppe).[85]
  - 1999: CD mit dem Savaria Baroque Orchestra und der Capella Savaria unter der Leitung von Pál Nemeth. Solisten: Mária Zádori, Angelos Fotiadis, Timothy Bentch, István Kovács.[86]
  - 2012: Aufführung in Ulm mit dem Hassler-Consort unter der Leitung von Franz Raml. Solisten: Katja Stuber und Siri Karoline Thornhill (Sopran), Ursula Eittinger (Mezzosopran), Michael Weigert (Tenor), Achim Hoffmann (Bariton). Die Aufführung wurde im Radio übertragen.[87]
- Gottlob Harrer:
  - 2005: Aufführung in St. Laurentius, Auerbach mit dem Kammerchor Michaelstein und dem Telemannischen Collegium Michaelstein unter der Leitung von Ludger Rémy. Solisten: Dorothee Mields (Maria Magdalena), Steve Wächter (Petrus), Knut Schoch (Johannes), Matthias Vieweg (Joseph von Arimathia). Die Aufführung wurde im Radio übertragen.[88][89]
- Niccolò Jommelli:
  - 1983: CD mit der Società Cameristica di Lugano unter der Leitung von Arturo Sacchetti. Solisten: Sofia Mukhametova (Maddalena), René Jacobs (Giovanni), Gianni Puddu (Pietro), Carlo de Bortoli (Giuseppe d’Arimatea).[90]
  - 1996: CD mit der Berliner Barock-Akademie unter der Leitung von Alessandro De Marchi. Solisten: Anke Herrmann (Maddalena), Debora Beronesi (Giovanni), Jeffrey Francis (Pietro), Maurizio Picconi (Giuseppe d’Arimatea).[91]
- Andrea Lucchesi:
  - 2007: CD mit dem Coro Civico M. Boni Di Viadana und dem Orchestra Barocca di Cremona unter der Leitung von Giovanni Battista Columbro. Solisten: Nadia Mantelli (Sopran), Alessandra Vavasori (Alt), Emanuele d’Aguanno (Tenor), Francesco Azzolini (Bass).[92]
- Josef Mysliveček:
  - 2004/2005: CD mit dem Chorus Musicus Köln und dem Neuen Orchester unter der Leitung von Christoph Spering. Solisten: Sophie Karthäuser (Maddalena), Jörg Waschinski (Pietro), Yvonne Berg (Giovanni), Andreas Karasia (Giuseppe d’Arimatea).[93][94]
  - 29. Mai 2013: Aufführung in Prag mit dem Collegium 1704 und dem Collegium Vocale 1704 unter der Leitung von Václav Luks. Solisten: Simona Šaturová (Maddalena), Martina Janková (Pietro), Sophie Harmsen (Giovanni), Krystian Adam (Giuseppe). Die Aufführung wurde im Radio übertragen.[95]
- Johann Gottlieb Naumann:
  - 2006/2008: CD mit dem Coro La Stagione Armonica und dem Orchestra di Padova e del Veneto unter der Leitung von Sergio Balestracci. Solisten: Monica Bragadin (Maddalena), Makoto Sakurada (Pietro), Raffaele Giordani (Giovanni), Alfredo Grandini (Giuseppe).[96]
- Giovanni Paisiello:
  - 1998: CD mit dem Warsaw Chamber Opera Chorus und der Warsaw Sinfonietta unter der Leitung von Wojciech Czepiel. Solisten: Halina Górzynska (Maddalena), Miroslava Kacprzak (Pietro), Jerzy Knetig (Giovanni), Jerzy Mahler (Giuseppe d’Arimatea).[97]
  - 2007: CD mit I Barocchisti und dem Coro della Radio Svizzera unter der Leitung von Diego Fasolis. Solisten: Roberta Invernizzi (Pietro), Alla Simoni (Maddalena), Luca Dardolo (Giovanni), José Fardilha (Giuseppe d’Arimatea).[98]
- Johann Friedrich Reichardt
  - 1998: Aufführung bei den Händel-Festspielen Halle unter der Leitung von Gothart Stier.[99]
  - 2009: Konzert in der Moritzkirche in Halle mit der Staatskapelle Halle und der Robert-Franz-Singakademie Halle unter der Leitung von Gothart Stier. Solisten: Katherina Müller (Sopran), Jaroslav Brezina (Tenor), Stephan Heinemann (Bariton).[99]
- Antonio Salieri:
  - Diverse Aufführungen → La passione di nostro signore Gesù Cristo
  - 1995: CD mit der Cappella Musicale della Cattedrale di Verona unter der Leitung von Alberto Turco. Solisten: Daniela Citino, Maria Teresa Toso, Nikola Yovanovitch, Mario Scardoni.[100]
  - 2004: CD mit dem Neuen Orchester und dem Chorus Musicus Köln unter der Leitung von Christoph Spering. Solisten: Melba Ramos (Sopran), Franziska Gottwald (Alt), Florian Mock (Tenor), Hanno Müller-Brachmann (Bass).[101]
  - 2006: CD mit dem Salieri Chamber Orchestra und dem Wiener Jeunesse-Chor unter der Leitung von Giovanni Pelliccia. Solisten: Michela Sburlati (Maddalena), Matteo Lee Yeong Hwa (Pietro), Chiarastella Onorati (Giovanni), Roberto Abbondanza (Bass).[102]
- Joseph Schuster:
  - 2012: Aufführungen in Dresden und Prag mit dem Prager Barockorchester Collegium 1704 und dem Collegium Vocale 1704 unter der Leitung von Václav Luks. Solisten: Dora Pavlíková Pavlíková (Mezzosopran), Eric Stoklossa (Tenor), Sebastian Monti (Tenor), Václav Čížek (Tenor).[103][104]

## Digitalisate
1. ↑  Libretto (italienisch) als Digitalisat beim Münchener Digitalisierungszentrum. In: Opere del signor abate Pietro Metastasio, Band 7, Herissant, Paris 1780, S. 341 ff.
2. ↑  Libretto (italienisch) des Oratoriums von Antonio Caldara, Wien 1730 als Digitalisat beim Münchener Digitalisierungszentrum.
3. ↑  Libretto (italienisch) des Oratoriums von Antonio Caldara, Bologna 1733 als Digitalisat im Museo internazionale e biblioteca della musica di Bologna.
4. ↑  Libretto (italienisch) des Oratoriums von Charles Sodi, Montefiascone 1733 als Digitalisat beim Münchener Digitalisierungszentrum.
5. ↑  Libretto (italienisch) des Oratoriums von Michelangelo Magagni, Florenz 1736 als Digitalisat im Internet Archive.
6. ↑  Libretto (italienisch) des Oratoriums von Davide Perez, Palermo 1742 als Digitalisat bei Google Books.
7. ↑  Libretto (italienisch) des Oratoriums von Giovanni Cordicelli, Rom 1747 als Digitalisat beim Münchener Digitalisierungszentrum.
8. ↑  Libretto (italienisch) des Oratoriums von Niccolò Jommelli, Florenz 1772 als Digitalisat im Internet Archive.
9. ↑  Libretto (italienisch) des Oratoriums von Niccolò Jommelli, Florenz 1765 als Digitalisat beim Münchener Digitalisierungszentrum.
10. ↑  Libretto (italienisch/deutsch) des Oratoriums von Johann Gottlieb Naumann, Dresden 1787 als Digitalisat bei der Universitäts- und Landesbibliothek Sachsen-Anhalt.
11. ↑  Libretto (italienisch/deutsch) des Oratoriums von Josef Mysliveček, Mainz 1784 als Digitalisat bei Google Books.
12. ↑  Libretto (italienisch/deutsch) des Oratoriums von Antonio Salieri, Berlin 1793 als Digitalisat bei der Staatsbibliothek zu Berlin.
13. ↑  Libretto (italienisch/deutsch) des Oratoriums von Josef Starzer, 1778 als Digitalisat bei der Staatsbibliothek zu Berlin.
14. ↑  Libretto (italienisch) des Oratoriums von Giammaria Pavani, Ancona 1779 als Digitalisat beim Münchener Digitalisierungszentrum.
15. ↑  Libretto (italienisch) des Oratoriums von Carlo Spontoni, Bologna 1788 als Digitalisat beim Münchener Digitalisierungszentrum.
16. ↑  Libretto (italienisch/deutsch) des Oratoriums von Giovanni Paisiello, Dresden 1791 als Digitalisat beim Münchener Digitalisierungszentrum.
17. ↑  Libretto (italienisch/deutsch) des Oratoriums von Giovanni Paisiello, Dresden 1809 als Digitalisat im Internet Archive.
18. ↑  Libretto (italienisch) des Oratoriums von Giovanni Paisiello, Mailand 1812 als Digitalisat im Museo internazionale e biblioteca della musica di Bologna.
19. ↑  Partitur des Oratoriums von Giovanni Paisiello als Digitalisat beim International Music Score Library Project.
20. ↑  Libretto (italienisch/deutsch) des Oratoriums von Johann Friedrich Reichardt, Berlin 1784 als Digitalisat beim Münchener Digitalisierungszentrum.
21. ↑  Libretto (italienisch) des Oratoriums von Alessio Prati, Florenz 1786 als Digitalisat im Internet Archive.
22. ↑  Libretto (italienisch) des Oratoriums von Niccolò Antonio Zingarelli als Digitalisat im Museo internazionale e biblioteca della musica di Bologna.
23. ↑  Partitur des Oratoriums von Niccolò Antonio Zingarelli als Digitalisat im Internet Archive.
24. ↑  Libretto (italienisch/englisch) des Oratoriums von Diego Naselli, London 1772 als Digitalisat der Universitätsbibliothek Augsburg.